# Tesees
Les Tesees (en grec antic: Θησεῖα) eren unes festes que se celebraven a l'antiga Atenes en honor del seu heroi nacional, Teseu, suposat fundador de la forma democràtica de govern.
El festival el va instituir Cimó II, que l'any 470 aC va atacar l'illa d'Esciros seguint un oracle de Delfos per recuperar els ossos de Teseu, els quals va portar a Atenes per donar-los un bon enterrament en un heròon que va fer construir. La celebració es feia el dia vuitè de Pianèpsion, dia en què suposadament Teseu va tornar de Creta. D'aquest acte es van originar els epitafis (ἐπιτάφια, 'funerals') que es feien anualment pels combatents caiguts a les batalles, on es deia una oració fúnebre pels morts. Anteriorment, ja se n'havien fet d'aquesta mena de funerals, però sempre al final de les batalles, al mateix lloc on havien caigut.
A les Tesees, dirigides pel polemarca, es feien diverses cerimònies que, en part, eren representacions de la vida de Teseu i, en part, ritus funeraris. Se celebrava un banquet i es realitzaven competicions. Quan se celebrava el banquet, el dia començava amb les Oscofòries, a continuació venia l'àpat, que durava fins a la nit, i es donava pa i carn als pobres, simbolitzant que eren iguals que els rics. Pels pobres aquesta circumstància suposava una verdadera festa. Aulus Gel·li diu que en el dia de la festa es feien competicions de gimnàstica i, a la nit, una carrera de torxes. També se celebraven competicions de cavalls, processons i concursos, i sembla que la celebració durava nou dies.